# Hódító Adam
A Hódító Adam (eredeti címe: About Adam) 2000-ben bemutatott amerikai romantikus filmvígjáték, amelyet Gerard Stembridge írt és rendezett. A főbb szerepekben Kate Hudson és Stuart Townsend. 2000. január 28-án mutatták be a Sundance Filmfesztiválon, majd 2001. májusában a nagypublikum előtt. Magyarországon a tévében volt először látható 2006. július 31-én.

## Cselekmény
Lucy Owens egy dublini bárban pincér, ahol megismerkedik Adammel, és elkéri a telefonszámát. Amikor Adam először találkozik Lucy családjával, Lucy édesanyja, Peggy azonnal a szívébe zárja őt. Lucy másik két nővére, Laura és Alice is azonnal megkedveli Adamet, amit Adam ki is használ: megcsalja Lucyt Laurával. Laura, aki éppen a disszertációját írja, az Adammel való szex közben azt kiabálja, hogy a viktoriánus korban a nők ostobák voltak, a szexualitásukat főleg az irodalomban élték ki. Spontán megváltoztatja a szakdolgozata témáját, és az irodalomban megjelenő szexualitásról ír.
Lucy legidősebb nővére, Alice boldogtalan házasságban él, mert férje, Martin alkoholista. Érdeklődik Adam iránt, de egy intim helyzetben az utolsó pillanatban kihátrál. Lucy bátyja, David, is bedől Adam bájainak. Amikor Adam tanácsot ad Davidnek, hogyan csábítsa el barátnőjét, Karent, David elbizonytalanodik a szexuális irányultságát illetően. Adam ezalatt teljesen új erotikus élményekre tanítja Karent.
Lucy és korábbi barátja, Simon baráti találkozása egyéjszakás kalandhoz vezet. Bár emiatt Lucynak lelkifurdalása van, a bárban mindenki előtt megkéri Adam kezét. Laura sírva fakad, Alice pedig rájön, hogy Adamnek viszonya volt Laurával. Mikor az esküvő előtt Lucy elbizonytalanodik, Alice rábeszéli, hogy mindenkinek vannak titkai, ha pedig jó volt, akkor megérte az egyéjszakás kaland. Ezután Alice Adamhez hajt autóval, és ráveszi a férfit, hogy bújjanak ágyba.
Lucy az oltár előtt meggondolja magát, megfordul és elhagyja a templomot. Adam utána szalad, de Lucy anyja, Peggy megállítja, és megkérdezi tőle, hogy tényleg Lucyval akarja-e tölteni a jövőjét. Adam habozás nélkül Lucy mellett dönt. Lucy elmondja Adamnek, hogy titkot rejteget előle, Adam úgyszintén bevallja, hogy neki is vannak titkai a lány előtt, és nem kell őket elmondania. Alice, Lucy, Laura és Peggy összegyűlnek Adam mellett. Adam mindannyiuknak köszönetet mond, és játékosan kedveskedik nekik azzal, hogy mindegyik nőnek ad egy-egy csókot. A végén huncutul a kamerába néz és mosolyog, hiszen elérte célját.

## Szereplők
| Szerep             | Színész           | Magyar hangja   |
| ------------------ | ----------------- | --------------- |
| Lucy Owens         | Kate Hudson       | Molnár Ilona    |
| Laura Owens        | Frances O’Connor  | Bánfalvi Eszter |
| Adam               | Stuart Townsend   | Zámbori Soma    |
| Peggy Owens        | Rosaleen Linehan  | Kovács Nóra     |
| Alice Owens Rooney | Charlotte Bradley | n.a             |
| David Owens        | Alan Maher        | n.a             |
| Martin Rooney      | Brendan Dempsey   | n.a             |

## Fogadtatás

### Kritikai visszhang
A film többnyire jó értékeléseket kapott. A Rotten Tomatoeson 68%-os minősítést ért el 57 értékelés alapján, az összefoglaló szerint: „Bár a szereplők némelyikének motivációja nem annyira egyértelmű, a film így is egy vicces és szexi bájital.” Jay Carr a Boston Globe-tól azt írta: „Stembridge elég élénk tempóban tartja a dolgokat ahhoz, hogy elterelje az önvizsgálatot a párosításokról, amelyeket soha nem úgy mutatnak be, mint kapcsolatokat, hanem csak fellángolásokat.” Kevin Thomas a Los Angeles Timestól azt írta: „Ravasz és stílusos romantikus vígjáték.” Stephen Holden a New York Timestól azt írta: „A Hódító Adam szinte teljes egészében Stuart Townsend vállán nyugszik, aki a film kétszínű címszereplőjét megnyerően könnyedén alakítja.”
A MetaCritic 64 pontot adott a 100-ból 17 vélemény alapján. Peter Travers a Rolling Stone-tól azt írta: „Gerard Stembridge író-rendező folyamatosan pezsdíti az amorális nevetést.” Lisa Schwarzbaum az Entertainment Weeklytől azt írta: „Vattacukros történet fanyar utóízzel.” Maitland McDonagh a TV Guide Magazine-tól azt írta: „Édes, szimpatikus és következetesen magával ragadó, ha annyira tartalmatlan is, hogy mindig az elszállás szélén áll.”

### Bevétel adatai
A Box Office Mojo szerint a film 802 ezer dolláros bevételt ért el, a költségvetésről nincs adat.